# Archaeodontosaurus
Archaeodontosaurus ("ještěr se starobylými zuby") byl rod vývojově primitivního sauropodního dinosaura, žijícího v období střední jury (zhruba před 168 až 165 miliony let) na území dnešního Madagaskaru. Typový druh A. descouensi byl formálně popsán francouzským paleontologem Ericem Buffetautem v září roku 2005. Holotyp nese označení MHNDPal 2003-396 a je uložen v přírodovědeckém muzea ve francouzském Toulouse. Fosilie čelistní kosti byla objevena v sedimentech souvrství Isalo. Druhové jméno je poctou objeviteli fosilie čelistní kosti Didieru Descouensovi. Zuby tohoto sauropoda jsou poměrně primitivní a více se podobají vývojově starším sauropodomorfům (tzv. prosauropodům). Přesné rozměry tohoto sauropoda nejsou známé.

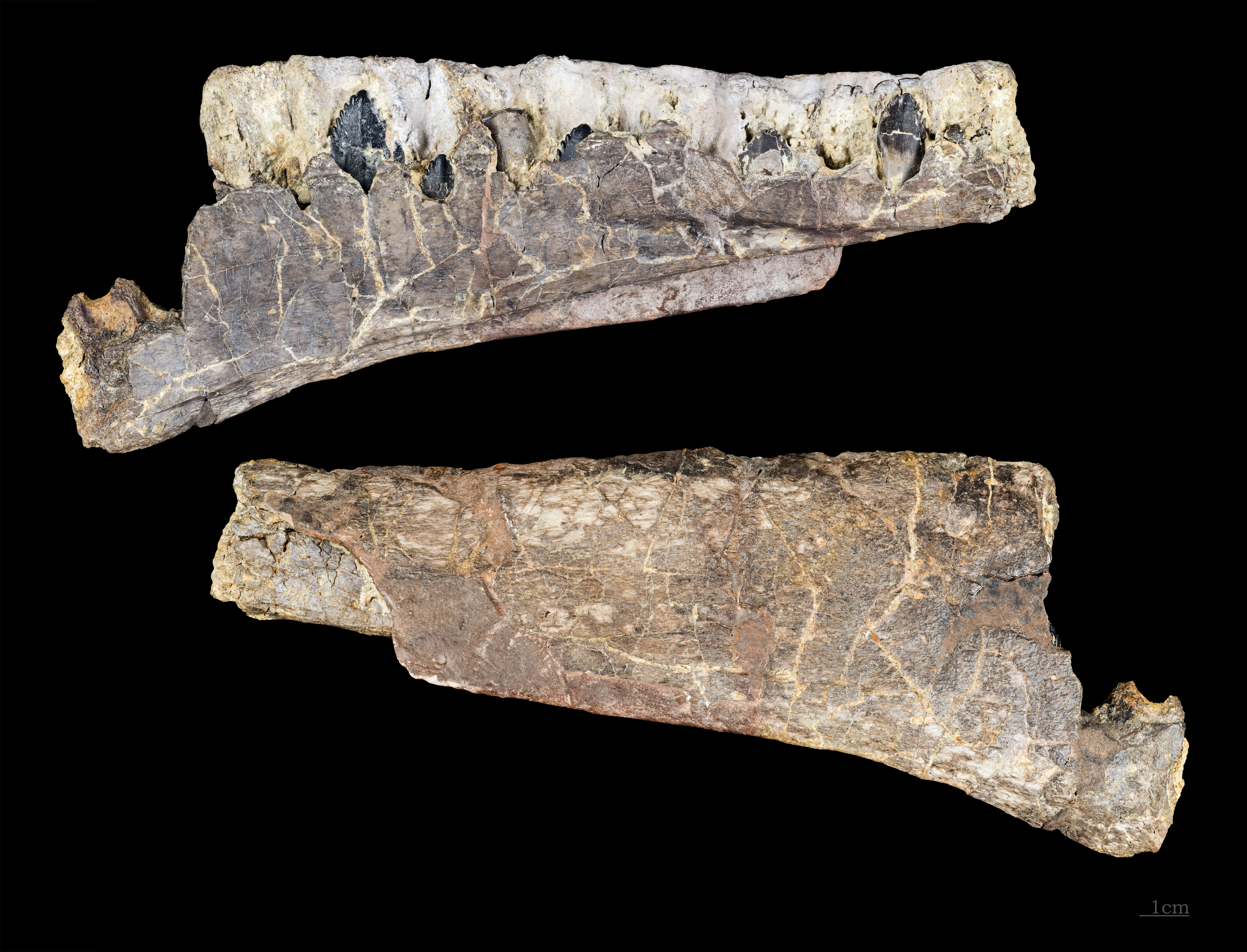
Archaeodontosaurus - spodní čelist